# Reichstagswahlkreis Königreich Sachsen 15

Die Wahlkreisaufteilung des Deutschen Reichs.

Der Reichstagswahlkreis Königreich Sachsen 15 (in der reichsweiten Durchnummerierung auch Reichstagswahlkreis 299; auch Reichstagswahlkreis Mittweida-Burgstädt genannt) war der fünfzehnte Reichstagswahlkreis für das Königreich Sachsen für die Reichstagswahlen im Deutschen Reich und im Norddeutschen Bund von 1867 bis 1918.

## Wahlkreiszuschnitt
Der Wahlkreis umfasste die Amtshauptmannschaft Flöha ohne die Amtsgerichtsbezirke Oederan und Zschopau; Amtsgerichtsbezirk Limbach ohne die Gemeinde Bräunsdorf bei Waldenburg mit Gutsbezirk sowie Euba der Amtshauptmannschaft Chemnitz; Gemeinden Großwaltersdorf und Kleinhartmannsdorf der Amtshauptmannschaft Freiberg; Amtshauptmannschaft Rochlitz ohne die Amtsgerichtsbezirke Penig und Rochlitz.
Dies entsprach ursprünglich den Gerichtsamtsbezirken Limbach, Burgstädt, Mittweida, Frankenberg und Augustusburg.
| Jahr | Einwohner |
| ---- | --------- |
| 1890 | 145.227   |
| 1895 | 146.388   |
| 1900 | 164.377   |
| 1905 | 174.196   |
| 1910 | 188.139   |

|      | Landwirtschaft | Industrie und Gewerbe | Handel und Dienstleistungen |
| ---- | -------------- | --------------------- | --------------------------- |
| 1895 | 24,0           | 62,8                  | 13,2                        |
| 1907 | 16,0           | 71,2                  | 12,8                        |

|      | Evangelisch | Katholisch |
| ---- | ----------- | ---------- |
| 1890 | 98,2        | 1,6        |
| 1905 | 97,1        | 2,7        |
| 1910 | 96,6        | 3,0        |

## Abgeordnete
| Wahl                                        | Abgeordneter       | Partei                   | Bild |
| ------------------------------------------- | ------------------ | ------------------------ | ---- |
| Reichstagswahl Februar 1867 bis August 1867 | Ludwig Haberkorn   | Fraktionslos konservativ |      |
| Reichstagswahl August 1867 bis 1871         | Hans Blum          | NLP                      | 0    |
| Reichstagswahl 1871 bis 1874                | Karl Biedermann    | NLP                      |      |
| Reichstagswahl 1874 bis 1877                | Julius Vahlteich   | SDAP                     |      |
| Reichstagswahl 1877 bis 1878                | Julius Gensel      | NLP                      |      |
| Reichstagswahl 1878 bis 1881                | Julius Vahlteich   | SAP                      |      |
| Reichstagswahl 1881 bis 1884                | Georg von Vollmar  | SAP                      |      |
| Reichstagswahl 1884 bis 1887                | August Penzig      | NLP                      | 0    |
| Reichstagswahl 1887 bis 1890                | Martin Schneider   | NLP                      | 0    |
| Reichstagswahl 1890 bis 1898                | Albert Schmidt     | SAP                      |      |
| Reichstagswahl 1898 bis 1903                | Friedrich Uhlemann | NLP                      |      |
| Reichstagswahl 1903 bis 1907                | Paul Göhre         | SPD                      |      |
| Reichstagswahl 1907 bis 1918                | Daniel Stücklen    | SPD                      |      |

## Wahlen

### 1867 (Februar)
Es fand nur ein Wahlgang statt. Die Zahl der gültigen Stimmen betrug 14.775, 30 Stimmen waren ungültig.
| Kandidat         | Partei     | Stimmen | in % | Anmerkungen |
| ---------------- | ---------- | ------- | ---- | ----------- |
| Ludwig Haberkorn | bkF (Kons) | 8065    | 0    | 0           |

### 1867 (August)
Es fanden zwei Wahlgänge statt. Die Zahl der abgegebenen Stimmen betrug in der Stichwahl 9326. Das Ergebnis der Stichwahl war:
| Kandidat             | Partei | Stimmen | in % | Anmerkungen |
| -------------------- | ------ | ------- | ---- | ----------- |
| Hans Blum            | NLP    | 6618    | 0    | 0           |
| Léonçe von Könneritz | K      | 2708    | 0    | 0           |

### 1871
Es fanden zwei Wahlgänge statt. 21.132 Männer waren wahlberechtigt. Die Zahl der gültigen Stimmen betrug im ersten Wahlgang 9806, 43 Stimmen waren ungültig. Die Wahlbeteiligung betrug 46,6 %.
| Kandidat         | Partei   | Stimmen | in % | Anmerkungen |
| ---------------- | -------- | ------- | ---- | ----------- |
| Karl Biedermann  | NLP      | 4509    | 0    | 0           |
| Lehrer Spier     | S (Eis)  | 3224    | 0    | 0           |
| Karl Voigtländer | DRP      | 2049    | 0    | Fabrikant   |
| 0                | Sonstige | 24      | 0    | 0           |

Die Zahl der gültigen Stimmen betrug in der Stichwahl 9927, 36 Stimmen waren ungültig. Die Wahlbeteiligung betrug 47,1 %.
| Kandidat        | Partei  | Stimmen | in % | Anmerkungen |
| --------------- | ------- | ------- | ---- | ----------- |
| Karl Biedermann | NLP     | 5910    | 0    | 0           |
| Lehrer Spier    | S (Eis) | 4017    | 0    | 0           |

### 1874
Es fand ein Wahlgang statt. 22.651 Männer waren wahlberechtigt. Die Zahl der gültigen Stimmen betrug 13.942, 122 Stimmen waren ungültig. Die Wahlbeteiligung betrug 62,1 %.
| Kandidat         | Partei   | Stimmen | in % | Anmerkungen                      |
| ---------------- | -------- | ------- | ---- | -------------------------------- |
| Julius Vahlteich | S (Eis)  | 7180    | 0    | 0                                |
| Julius Gensel    | NLP      | 6745    | 0    | Handelskammersekretär in Leipzig |
| 0                | Sonstige | 45      | 0    | 0                                |

| Kandidat         | Partei   | Stimmen | in % | Anmerkungen                      |
| ---------------- | -------- | ------- | ---- | -------------------------------- |
| Julius Gensel    | NLP      | 9031    | 0    | Handelskammersekretär in Leipzig |
| Julius Vahlteich | S        | 7328    | 0    | 0                                |
| 0                | F        | 834     | 0    | 0                                |
| 0                | Sonstige | 14      | 0    | 0                                |

### 1878
Es fanden zwei Wahlgänge statt. 24.773 Männer waren wahlberechtigt. Die Zahl der gültigen Stimmen betrug im ersten Wahlgang 14.506, 105 Stimmen waren ungültig. Die Wahlbeteiligung betrug 59,0 %.
| Kandidat         | Partei   | Stimmen | in % | Anmerkungen                          |
| ---------------- | -------- | ------- | ---- | ------------------------------------ |
| Julius Vahlteich | S        | 6018    | 0    | 0                                    |
| Julius Gensel    | NLP      | 4384    | 0    | 0                                    |
| Böttger          | K        | 4093    | 0    | Dr., Geheimer Regierungsrat, Dresden |
| 0                | Sonstige | 11      | 0    | 0                                    |

Die Zahl der gültigen Stimmen betrug in der Stichwahl 16.302, 75 Stimmen waren ungültig. Die Wahlbeteiligung betrug 66,1 %.
| Kandidat         | Partei | Stimmen | in % | Anmerkungen |
| ---------------- | ------ | ------- | ---- | ----------- |
| Julius Vahlteich | S      | 8711    | 0    | 0           |
| Julius Gensel    | NLP    | 7591    | 0    | 0           |

### 1881
Es fanden zwei Wahlgänge statt. 25.333 Männer waren wahlberechtigt. Die Zahl der gültigen Stimmen betrug im ersten Wahlgang 12.419, 70 Stimmen waren ungültig. Die Wahlbeteiligung betrug 49,3 %.
| Kandidat            | Partei   | Stimmen | in % | Anmerkungen    |
| ------------------- | -------- | ------- | ---- | -------------- |
| Voigtländer-Tetzner | K        | 5057    | 0    | Fabrikbesitzer |
| Georg von Vollmar   | S        | 4283    | 0    | 0              |
| Harnisch            | F        | 2998    | 0    | Rechtsanwalt   |
| 0                   | Sonstige | 81      | 0    | 0              |

Die Zahl der gültigen Stimmen betrug in der Stichwahl 14.933, 102 Stimmen waren ungültig. Die Wahlbeteiligung betrug 59,3 %.
| Kandidat            | Partei | Stimmen | in % | Anmerkungen    |
| ------------------- | ------ | ------- | ---- | -------------- |
| Voigtländer-Tetzner | K      | 7330    | 0    | Fabrikbesitzer |
| Georg von Vollmar   | S      | 7603    | 0    | 0              |

### 1884
Es fand ein Wahlgang statt. 26.367 Männer waren wahlberechtigt. Die Zahl der abgegebenen Stimmen betrug 14.460, 81 Stimmen waren ungültig. Die Wahlbeteiligung betrug 55,1 %.
| Kandidat      | Partei   | Stimmen | in % | Anmerkungen |
| ------------- | -------- | ------- | ---- | ----------- |
| August Penzig | NLP      | 7441    | 0    | 0           |
| 0             | S        | 7001    | 0    | 0           |
| 0             | Sonstige | 18      | 0    | 0           |

### 1887
Die Kartellparteien NLP und Konservative einigten sich auf einen gemeinsamen Kandidaten. Es fand ein Wahlgang statt. 27.605 Männer waren wahlberechtigt. Die Zahl der abgegebenen Stimmen betrug 23.431, 160 Stimmen waren ungültig. Die Wahlbeteiligung betrug 85,5 %.
| Kandidat         | Partei   | Stimmen | in % | Anmerkungen |
| ---------------- | -------- | ------- | ---- | ----------- |
| Martin Schneider | NLP      | 15.789  | 0    | 0           |
| 0                | S        | 7634    | 0    | 0           |
| 0                | Sonstige | 8       | 0    | 0           |

### 1890
Erneut einigten sich NLP und Konservative auf einen gemeinsamen Kandidaten. Es fand ein Wahlgang statt. 29.307 Männer waren wahlberechtigt. Die Zahl der abgegebenen Stimmen betrug 25.187, 113 Stimmen waren ungültig. Die Wahlbeteiligung betrug 85,9 %.
| Kandidat         | Partei   | Stimmen | in % | Anmerkungen |
| ---------------- | -------- | ------- | ---- | ----------- |
| Heinrich Rickert | DF       | 578     | 2,3  | 0           |
| Schneider        | NLP      | 11.821  | 47,2 | 0           |
| Albert Schmidt   | SPD      | 12.665  | 50,5 | 0           |
| 0                | Sonstige | 10      | 0,0  | 0           |

### 1893
Erneut einigten sich NLP und Konservative auf einen gemeinsamen Kandidaten. Dieser wurde auch von der DS unterstützt. Es fand ein Wahlgang statt. 29.995 Männer waren wahlberechtigt. Die Zahl der abgegebenen Stimmen betrug 25.545, 178 Stimmen waren ungültig. Die Wahlbeteiligung betrug 85,2 %.
| Kandidat       | Partei   | Stimmen | in % | Anmerkungen        |
| -------------- | -------- | ------- | ---- | ------------------ |
| Eduard Ulrich  | K        | 12.532  | 49,4 | Kaufmann, Chemnitz |
| Albert Schmidt | SPD      | 12.817  | 50,5 | 0                  |
| 0              | Sonstige | 18      | 0,1  | 0                  |

### 1898
Erneut einigten sich NLP und Konservative auf einen gemeinsamen Kandidaten. Dieser wurde auch von der DS unterstützt. Es fand ein Wahlgang statt. 31.807 Männer waren wahlberechtigt. Die Zahl der abgegebenen Stimmen betrug 24.986, 190 Stimmen waren ungültig. Die Wahlbeteiligung betrug 78,6 %.
| Kandidat           | Partei   | Stimmen | in % | Anmerkungen |
| ------------------ | -------- | ------- | ---- | ----------- |
| Friedrich Uhlemann | NLP      | 12.888  | 52,0 | 0           |
| Karl Pinkau        | SPD      | 11.898  | 48,0 | 0           |
| 0                  | Sonstige | 10      | 0,0  | 0           |

### 1903
Erneut einigten sich NLP und Konservative auf einen gemeinsamen Kandidaten. Dieser wurde auch von der DS unterstützt. Es fand ein Wahlgang statt. 34.937 Männer waren wahlberechtigt. Die Zahl der abgegebenen Stimmen betrug 30.947, 186 Stimmen waren ungültig. Die Wahlbeteiligung betrug 88,6 %.
| Kandidat      | Partei   | Stimmen | in % | Anmerkungen               |
| ------------- | -------- | ------- | ---- | ------------------------- |
| Georg Rüdiger | NLP      | 11.478  | 37,3 | Fabrikbesitzer, Mittweida |
| Paul Göhre    | SPD      | 19.270  | 62,6 | 0                         |
| 0             | Sonstige | 13      | 0,1  | 0                         |

### Ersatzwahl 1903
Aufgrund eines Streits von Göhre mit August Bebel legte Göhre sein Mandat nieder und es kam zu einer Ersatzwahl. Die Ersatzwahl fand am 17. November 1903 statt. Erneut einigten sich NLP und Konservative auf einen gemeinsamen Kandidaten. Dieser wurde auch von der DS unterstützt.
Es fand ein Wahlgang statt. Die Zahl der abgegebenen Stimmen betrug 26.733, 169 Stimmen waren ungültig.
| Kandidat        | Partei   | Stimmen | in % | Anmerkungen |
| --------------- | -------- | ------- | ---- | ----------- |
| Rüdiger         | NLP      | 10.509  | 39,6 | 0           |
| Daniel Stücklen | SPD      | 16.039  | 60,4 | 0           |
| 0               | Sonstige | 16      | 0,1  | 0           |

### 1907
Die Zusammenarbeit der bürgerlichen Parteien endete. BdL und Mittelstandsvereinigung unterstützten den konservativen Kandidaten, die FVP unterstützte Zöphel als gesamtliberalen Kandidaten. Es fand ein Wahlgang statt. 37.118 Männer waren wahlberechtigt. Die Zahl der abgegebenen Stimmen betrug 33.971, 116 Stimmen waren ungültig. Die Wahlbeteiligung betrug 91,5 %.
| Kandidat        | Partei   | Stimmen | in % | Anmerkungen                  |
| --------------- | -------- | ------- | ---- | ---------------------------- |
| Otto Starke     | K        | 6943    | 20,5 | Gutsbesitzer, Fabrikdirektor |
| Georg Zöphel    | NLP      | 8595    | 25,4 | 0                            |
| Daniel Stücklen | SPD      | 18.301  | 54,1 | 0                            |
| 0               | Sonstige | 16      | 0,0  | 0                            |

### 1912
Während der konservative Kandidat BdL, DR und Zentrum hinter sich versammelte, traten die beiden liberalen Kandidaten gesondert an. Es fand ein Wahlgang statt. 39.592 Männer waren wahlberechtigt. Die Zahl der abgegebenen Stimmen betrug 36.247, 123 Stimmen waren ungültig. Die Wahlbeteiligung betrug 91,6 %.
| Kandidat                           | Partei   | Stimmen | in % | Anmerkungen                     |
| ---------------------------------- | -------- | ------- | ---- | ------------------------------- |
| Johann Friedrich Roth              | FoVP     | 4103    | 11,4 | Dr. Bürgermeister, Burgstädt    |
| Wilisch                            | K        | 3362    | 9,3  | Fabrikbesitzer, Plaue-Bernsdorf |
| Theodor Otto Martin Robert Richter | NLP      | 7406    | 20,5 | Pfarrer, Königswalde            |
| Daniel Stücklen                    | SPD      | 21.250  | 58,8 | 0                               |
| 0                                  | Sonstige | 3       | 0,0  | 0                               |